# 安佐南郵便局
安佐南郵便局（あさみなみゆうびんきょく）は、広島県広島市安佐南区にある郵便局。民営化前の分類では集配普通郵便局であった。

## 概要
住所：〒731-0199 広島県広島市安佐南区西原5-10-8

### 出張所（局外ATM）
民営化前は以下の場所に出張所としてATMを設置していた。現在も同じ場所にATMがあるが、管理はゆうちょ銀行広島支店となっている。
- 天満屋広島緑井店内出張所 - 天満屋広島緑井店3階
- 広島市大町バスターミナル内出張所
- 広島市中筋バスターミナル内出張所
- フジグラン緑井店内出張所 - フジグラン緑井1階

## 沿革
- 1967年（昭和42年）11月6日 - 安芸祇園郵便局として開局。祇園郵便局[1]と古市郵便局から集配業務を移管。
- 1988年（昭和63年）5月23日 - 安佐南区祇園六丁目から同区西原五丁目に移転するとともに、安佐南郵便局に改称[2]。
- 1993年（平成5年）7月1日 - 外国通貨の両替および旅行小切手の売買に関する業務取扱を開始。
- 2007年（平成19年）10月1日 - 民営化に伴い、併設された郵便事業安佐南支店に一部業務を移管。
- 2012年（平成24年）10月1日 - 日本郵便株式会社発足に伴い、郵便事業安佐南支店を安佐南郵便局に統合。
- 2017年（平成29年）3月5日 - ゆうゆう窓口の24時間営業を廃止。

## 取扱内容
- 郵便、印紙、ゆうパック、内容証明
- 貯金、為替、振替、振込、国際送金、外貨両替、国債、投資信託
- 生命保険、バイク自賠責保険、自動車保険、変額年金保険、がん保険、引受条件緩和型医療保険
- ゆうちょ銀行ATM
- 広島市安佐南区内のうち、旧沼田町を除く地域（郵便番号が731-01xxの地域）の集配業務
- ゆうゆう窓口

## 周辺
- ゆめテラス祇園
- AICJ中学校・高等学校

## アクセス
- アストラムライン 西原駅から徒歩約10分
- JR可部線 下祇園駅から徒歩約12分
- 広島交通バス、広電バス 今津停留所下車
- 山陽自動車道 広島ICから南へ約2.5km
- 駐車場あり：34台